# Alexander Popp
Alexander Popp (Heidelberg, 4 de noviembre de 1976) es un exjugador de tenis alemán. Especialista en canchas rápidas, el diestro jugador de 2 metros de altura alcanzó el punto cumbre de su carrera en el Campeonato de Wimbledon de 2000, cuando alcanzó cuartos de final tras derrotar a jugadores como Michael Chang, Gustavo Kuerten y Marc Rosset. En 2003 llegó nuevamente a los cuartos de final de Wimbledon (derrotó al N.º 10, Jiří Novák, en tercera ronda) perdiendo 8-6 en el quinto set ante el eventual finalista, Mark Philippoussis, tras haber ganado los dos primeros sets. Al año siguiente alcanzó los octavos de final en el mismo torneo.

## Torneos ATP

### Individuales

#### Finalista
| Leyenda                |
| Grand Slam (0)         |
| Tennis Masters Cup (0) |
| ATP Masters Series (0) |
| ATP Tour (1)           |

| N.º | Fecha              | Torneo  | Superficie | Oponente en la final | Resultado     |
| --- | ------------------ | ------- | ---------- | -------------------- | ------------- |
| 1.  | 5 de julio de 2004 | Newport | Hierba     | Greg Rusedski        | 6-7(5) 6-7(2) |

### Dobles

#### Finalista
| Leyenda                |
| Grand Slam (0)         |
| Tennis Masters Cup (0) |
| ATP Masters Series (0) |
| ATP Tour (1)           |

| N.º | Fecha              | Torneo  | Superficie | Pareja        | Oponentes en la final | Resultado |
| --- | ------------------ | ------- | ---------- | ------------- | --------------------- | --------- |
| 1.  | 8 de julio de 2002 | Newport | Hierba     | Jürgen Melzer | Bob Bryan Mike Bryan  | 5-7 3-6   |